# جيمس بورتر (سياسي)
جيمس بورتر هو سياسي كندي، ولد في 6 نوفمبر 1846 في نيو برونزويك في كندا، وتوفي في 12 سبتمبر 1926 في بيرت أندوفر في كندا. حزبياً، نشط في الجمعية الليبرالية لنيو برونزويك ‏.